# 18. Golden Globe-gála
A 18. Golden Globe-gálára 1961. március 16-án került sor, az 1960-ban mozikba  került amerikai filmeket díjazó rendezvényt a kaliforniai Beverly Hillsben, a Beverly Hilton Hotelben tartották meg.
A 18. Golden Globe-gálán Fred Astaire vehette át a Cecil B. DeMille-életműdíjat.

## Filmes díjak
A nyertesek félkövérrel jelölve.
| Legjobb filmes díjak | Legjobb filmes díjak |               |
| Legjobb filmdráma | Legjobb vígjáték |               |
| --- | --- | ------------- |
| - Spartacus - Elmer Gantry - Aki szelet vet - Sons and Lovers - Sunrise at Campobello                                                                                | - Legénylakás - Az élet körülményei - Másutt a fű zöldebb - Nápolyban kezdődött - Havannai emberünk                                                                           |               |
| Legjobb zenés film | |               |
| - Song Without End - Szólnak a harangok - Kánkán - Szeressünk! - Pepe                                                                                                | |               |
| Legjobb filmes alakítások (filmdráma) | |               |
| Színész | Színésznő |               |
| - Burt Lancaster – Elmer Gantry - Trevor Howard – Sons and Lovers - Laurence Olivier – Spartacus - Dean Stockwell – Sons and Lovers - Spencer Tracy – Aki szelet vet | - Greer Garson – Sunrise at Campobello - Doris Day – Éjféli csipke - Nancy Kwan – Suzie Wong világa - Jean Simmons – Elmer Gantry - Elizabeth Taylor – Modern kaméliás hölgy  |               |
| Legjobb filmes alakítások (vígjáték vagy zenés film) | |               |
| Színész | Színésznő |               |
| - Jack Lemmon – Legénylakás - Cantinflas – Pepe - Dirk Bogarde – Song Without End - Cary Grant – Másutt a fű zöldebb - Bob Hope – Az élet körülményei                | - Shirley MacLaine – Legénylakás - Lucille Ball – Az élet körülményei - Capucine – Song Without End - Judy Holliday – Szólnak a harangok - Sophia Loren – Nápolyban kezdődött |               |
| Legjobb mellékszereplők (filmdráma, vígjáték vagy zenés film) | |               |
| Színész | Színésznő |               |
| - Sal Mineo – Exodus - Lee Kinsolving – The Dark at the Top of the Stairs - Ray Stricklyn – The Plunderers - Woody Strode – Spartacus - Peter Ustinov – Spartacus    | - Janet Leigh – Psycho - Ina Balin – From the Terrace - Shirley Jones – Elmer Gantry - Shirley Knight – The Dark at the Top of the Stairs - Mary Ure – Sons and Lovers        |               |
| Az év felfedezettje | |               |
| Színész | Színésznő |               |
| - Michael Callan - Mark Damon - Brett Halsey - Peter Falk - David Janssen - Robert Vaughn                                                                            | - Ina Balin - Nancy Kwan - Hayley Mills - Jill Hayworth - Shirley Knight - Julie Newmar                                                                                       |               |
| Egyéb | |               |
| Legjobb rendező | Legjobb film a nemzeti összefogásban |               |
| - Jack Cardiff – Sond and Lovers - Richard Brooks – Elmer Gantry - Stanley Kubrick – Spartacus - Billy Wilder – Legénylakás - Fred Zinnemann – Csavargók             | - Hand in Hand - Conspiracy of Hearts |               |
| Legjobb eredeti filmzene | Henriatta-díj | Henriatta-díj |
| - Dimitri Tiomkin – Alamo - Ernest Gold – Exodus - Johnny Green – Pepe - Alex North – Spartacus - George Duning – Suzie Wong világa                                  | - Tony Curtis - Rock Hudson - Gina Lollobrigida |               |

## Különdíjak

### Cecil B. DeMille-életműdíj
A Cecil B. DeMille-életműdíjat Fred Astaire vehette át.

### Samuel Goldwyn-díj
- Oscar Wilde tárgyalásai
- Igazság (La vérité)
- Szűzforrás
- Vasárnap soha

### Különleges érdemdíj
Csavargók

### Különleges díj
- Cantinflas
- Stanley Kramer

## Fordítás
Ez a szócikk részben vagy egészben  a(z)   18th Golden Globe Awards című angol Wikipédia-szócikk fordításán alapul.  Az eredeti cikk szerkesztőit annak laptörténete sorolja fel. Ez a jelzés csupán a megfogalmazás eredetét és a szerzői jogokat jelzi, nem szolgál a cikkben szereplő információk forrásmegjelöléseként.